# Тукиайнен, Олли
Олли Тукиайнен (фин. Olli Tukiainen, 8 апреля 1977) — гитарист финской рок-группы «Poets of the Fall». Вместе с Марко Сааресто является её основателем. До группы Олли обучался игре на гитаре в джазовой консерватории в Оулункуле и был участником группы «Playground». Музыкальное влияние на Олли оказали гитаристы 80-х, группа Van Halen и др. Играет на гитарах фирмы Ibanez, Washburn, ESP (клип Poets of the Fall – Lift).

## Работы
| Год  | Название    | Роль           |
| ---- | ----------- | -------------- |
| 2001 | Max Payne   | Винни Гоньитти |
| 2023 | Alan Wake 2 | Боб Бальдер    |